# Leonard Buczkowski
Leonard Buczkowski (* 5. Juli 1900 in Warschau, Polen; † 19. Februar 1967 ebenda) war ein polnischer Filmregisseur und Drehbuchautor.

## Leben
Leonard Buczkowski erhielt von 1920 bis 1922 eine Filmschauspielerausbildung im Filmstudio von Stanisław Wysocki und Wiktor Biegański. Nach der Ausbildung wurde er Regieassistent von Wiktor Biegański und trat außerdem als Schauspieler in Erscheinung. 1928 führte er erstmals Regie. Er drehte 1930 den bis dahin teuersten polnischen Spielfilm. Gwiaździsta eskadra handelt von einem US-amerikanischen Piloten, der innerhalb der polnischen Armee im Polnisch-Sowjetischen Krieg von 1918 bis 1920 kämpft. Die Geschichte wurde von der wahren Geschichte des amerikanischen Piloten, Filmregisseurs und Schauspielers Merian C. Cooper inspiriert, der tatsächlich an der Seite der polnischen Soldaten in diesem Krieg gekämpft hatte. Kopien des Films sind jedoch seit 1945 verschollen oder zerstört.

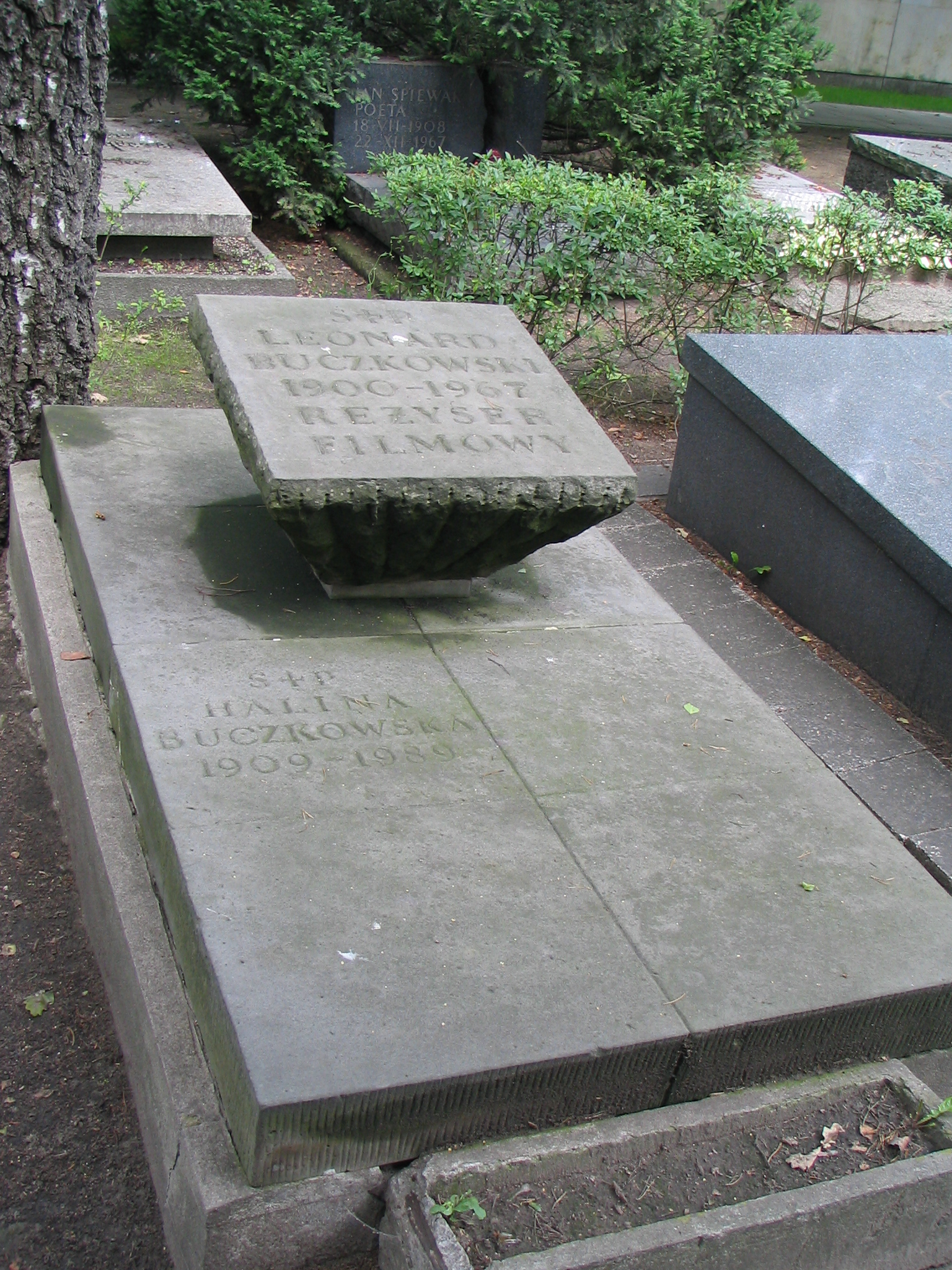
Grabstätte von Leonard Buczkowski

Buczkowski war nach dem Zweiten Weltkrieg Regisseur des ersten polnischen Spielfilms nach dem Krieg. Der Film Zakazane piosenki erzählt die Geschichte Warschaus während der deutschen Besatzung von 1939 bis 1945. Der Film entstand 1946 und hatte seine Uraufführung am 8. Januar 1947. Jerzy Duszyński und Danuta Szaflarska spielten die Hauptrollen. Mit diesen beiden Hauptdarstellern inszenierte Buczkowski 1949 mit Skarb die erste polnische Filmkomödie nach dem Krieg. Mit der Komödie Przygoda na Mariensztacie aus dem Jahr 1954 drehte Buczkowski auch den ersten polnischen Farbfilm überhaupt. Sein Film Sprawa pilota Maresza wurde 1957 mit dem Filmpreis Złota Kaczka von der Filmzeitschrift Film als bester polnischer Film des Jahres ausgezeichnet.
Leonard Buczkowski war mit der polnischen Schauspielerin Barbara Orwid (1909–1998) verheiratet.

## Filmografie
- 1928: Szaleńcy
- 1930: Gwiaździsta eskadra
- 1932: Szyb L-23
- 1935: Rapsodia Bałtyku
- 1936: Wierna rzeka
- 1936: Straszny dwór
- 1938: Florian
- 1939: Biały Murzyn
- 1942: Testament profesora Wilczura
- 1947: Zakazane piosenki
- 1949: Der Schatz (Skarb)
- 1951: Der erste Start (Pierwszy start)
- 1954: Abenteuer in Mariensztat (Przygoda na Mariensztacie)
- 1956: Pilot Maresz (Sprawa pilota Maresza)
- 1958: Verregneter Juli (Deszczowy lipiec)
- 1959: Unterseeboot Orzel
- 1961: Vergangenheit (Czas przeszły)
- 1963: Backfisch (Smarkula)
- 1964: Der unterbrochene Flug (Przerwany lot)
- 1966: Maria und Napoleon (Marysia i Napoleon)